# Herman van Praag
Pour les articles homonymes, voir van Praag.
Herman Meïr van Praag (né le 17 octobre 1929 à Schiedam, Danemark) est un psychiatre néerlandais. Van Praag est considéré aux Pays-Bas comme le fondateur de la psychiatrie biologique. Retraité, il s'intéresse à l'étude de la religiosité.

## Biographie

### Famille et jeunesse
Herman van Praag est né le 17 octobre 1929 à Schiedam. Ses grands-parents du côté paternel et maternel sont parmi les premiers sionistes néerlandais, tandis que ses parents ne pratiquent pas. Herman van Praag lui-même est juif. Durant la Seconde Guerre mondiale, alors que les Pays-Bas sont occupés par l'Allemagne, son père, ingénieur et juriste pour le gouvernement, est licencié. Van Praag est arrêté par l'ordnungspolizei à son école primaire en 1942. Entre 1942 et 1945, il est emprisonné dans le camp de Barneveld, puis dans le camp de regroupement et de transit de Westerbork, et enfin dans le camp de concentration de Theresienstadt,. Il survit à la guerre, tout comme ses parents et sa sœur. Deux mois après la fin du conflit, il revient de Theresienstadt et candidate immédiatement au programme d'études en trois ans de la Hogere Burgerschool. Il y est admis, malgré les trois années de scolarité qu'il n'a pas pu réaliser. 

### Etudes et carrière
Van Praag étudie la médecine à l'université de Leyde. Après son service militaire obligatoire, il effectue ses recherches doctorales à l'hôpital de Dijkzigt, d'où il officie quelques années plus tard en tant que chef de clinique du département psychiatrique. A la fin des années 1950, il étudie la neurologie, avec une option en psychiatrie. Impressionné par l'utilisation nouvelle des inhibiteur de monoamine oxydase dans le traitement de la dépression, il choisit d'en faire sa thèse et de poursuivre des études de psychiatrie,. Il obtient son doctorat de médecine à l'Université d'Utrecht en 1962, en ayant comme professeur de thèse Henricus Cornelius Rümke. 
Entre 1968 et 1970, Van Praag enseigne la psychiatrie biologique à l'Université de Groningue. Il est le premier professeur de psychiatrie biologique de l'histoire des Pays-Bas. Toujours à Groningue, il fonde l'Institut de recherche en psychiatrie biologique, le premier d'Europe. Il continue d'être professeur à Groningue jusqu'en 1978. Dans les années 1970, à cause du mouvement antipsychiatrique, Van Praag subit les critiques de certains de ses étudiants et des réfractaires à la guérison par l'utilisation de médicaments psychotropes. Il est menacé et placé sous protection policière. Entre 1978 et 1981, Van Praag est professeur de psychiatrie à l'université d'Utrecht. Il dédie son premier cours à la critique des mouvements antipsychiatriques. En 1982, il déménage à New York et devient professeur de psychiatrie au Montefiore Medical Center et à l'Albert Einstein College of Medicine. Il y travaille jusqu'en 1992, et réorganise en parallèle le système de soins psychiatrique du Bronx. De 1993 à 1997, il est professeur de psychiatrie à l'université de Maastricht, avant de prendre sa retraite,. 
Van Praag est considéré comme le père de la psychiatrie biologique aux Pays-Bas,. Il est reconnu pour sa critique des systèmes de diagnostic en psychiatrie, et plaide pour un diagnostic plus fonctionnel. Van Praag a également travaillé sur la recherche de marqueurs biologiques des syndromes psychiatriques. Il est l'un des premiers chercheurs à s'intéresser au rôle de l'acide 5-hydroxyindolacétique (présent dans le liquide cérébrospinal) dans la dépression. Après sa mise en retraite, Van Praag critique à nouveau en 2011 l'utilisation du manuel diagnostique et statistique des troubles mentaux dans le diagnostic psychiatrique, et promeut la modernisation du diagnostic dans une démarche plus fonctionnelle. 
En 1965 Van Praag reçoit la médaille Ramaer de psychiatrie de l'Association néerlandaise de psychiatrie et de neurologie,. Il est élevé au rang de chevalier de l'Ordre du Lion néerlandais en 1990. Il est élu membre de l'Académie royale néerlandaise des arts et des sciences en 1993. Il est nommé membre honoraire du Collège européen en neuropsychopharmacologie en 2007. 
En 2011, un livre nommé God, religie en ons brein. In gesprek met psychiater Herman van Praag (Dieu, la religion et notre cerveau. Entretien avec le psychiatre Herman van Praag) est publié par des journalistes néerlandais et par l'écrivain Tjerk de Reus. Herman van Praag aborde sa vision de la vie, ses opinions et son travail académique au travers d'interview réalisées entre 2010 et 2011.

## Vie personnelle
Herman van Praag est marié depuis plus de 60 ans, le couple a quatre enfants,. Il est un ami proche du neurobiologiste Dick Swaab bien qu'ils ne soient pas d'accord sur la place à accorder au rôle du cerveau face à celui de la totalité du corps humain,. 
Van Praag n'a pas eu d'éducation religieuse. Il se considère comme un juif réformé,. Depuis la fin de la Seconde Guerre mondiale, il porte une étoile de David au poignet. Après sa mise en retraite, il a écrit plusieurs livres sur la psychiatrie, la religion et la religiosité,,. Il considère que les psychiatres devraient s'intéresser à la religiosité. 

## Distinction
-  Chevalier de l'ordre du Lion néerlandais